# Rose de Turaida

Timbre à l'effigie de la Rose de Turaida.

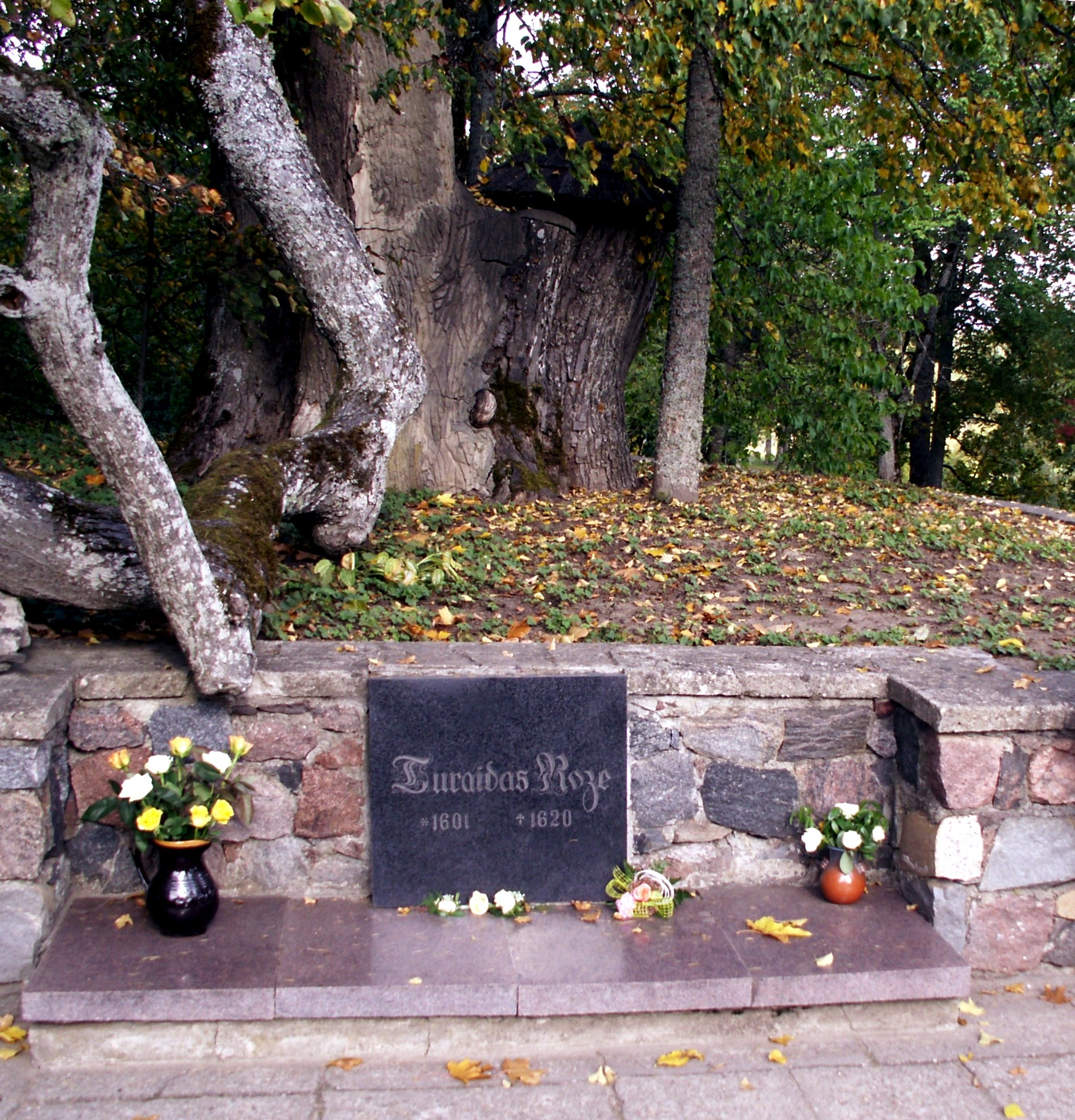
Stèle à la mémoire de la Rose de Turaida.

La Rose de Turaida est une légende historique lettonne contant l'amour tragique d'une jeune femme qui préféra mourir que perdre son honneur.

## Présentation
L’histoire commence en mai 1601, durant la guerre polono-suédoise, séquelle du conflit de la guerre de Livonie. Le médecin du château de Turaida, en Lettonie, parcourait les restes d’un champ de bataille à la recherche de blessés, quand il découvrit un nouveau-né de sexe féminin dans les bras de sa mère morte. Il décida d’élever lui-même la petite fille et de la nommer Maija, nom letton correspondant au mois de mai, mois de sa découverte. En grandissant, Maija devint si belle qu’on l’a surnomma « la rose de Turaida ». Alors qu’elle était dans sa dix-huitième année, Maija tomba amoureuse d’un jeune jardinier du château de Sigulda, situé sur l'autre versant de la rivière Gauja, dénommé Viktor. Les deux amoureux avaient l’habitude de se retrouver dans la grotte Gutmanis, située près du château de Turaida.
Un jour, Maija croisa deux mercenaires polonais qui l'interpellèrent sur sa beauté. L'un des deux, Adam Jakubowki, voulait à tout prix s'offrir cette jeune femme. Il élabora un stratagème pour arriver à ses fins. Sachant que la demoiselle rencontrait son amoureux certains soirs devant de la grotte de Gutmanis, il rédigea un petit billet de rendez-vous qu'il signa du prénom de Viktor. Maija reçut le petit mot qui lui donnait rendez-vous à leur grotte préférée. Elle se rendit donc à la grotte, mais en place de l’élu de son cœur, elle trouva le soudard polonais. Rapidement, celui-ci tenta de la prendre de force. Afin d’échapper à ce triste sort, Maija proposa un marché à son agresseur : elle lui donnera une écharpe magique en échange de sa liberté. « Si tu portes cette écharpe, le glaive de tes ennemis ne pourra t’atteindre » lui dit-elle. Mais le polonais se méfia, il douta des pouvoirs de l’étoffe. La jeune fille rajouta alors : « Je vais mettre l’écharpe autour de mon cou et tu tenteras de me transpercer avec ton arme. Tu constateras alors par toi-même la puissance protectrice de cette écharpe. » Le guerrier tira alors son épée et plongea le fer de son arme vers le cou de la jeune fille. Celle-ci fut tuée sur le coup. En se jouant de celui qui voulait la prendre de force, elle perdit la vie mais sauvegarda son honneur et son amour.
On peut aujourd’hui se rendre sur la stèle de Maija, dans les jardins du château de Turaida, sous un tilleul tricentenaire.